# Церква Христа Спасителя (Салоніки)
Церква Христа Спасителя (Салоніки) (англ. Church of the Saviour, Thessaloniki) — сучасна назва старовинної церкви у місті Салоніки 14 століття.

## Історія
Якщо у XI–XII століттях Візантійська імперія була розквіті, то на початку XIV століття імперія переживала скрутні часи. Держава перебувала у економічній кризі, а будівництво палаців і церков надзвичайно скоротилося. Нових церков майже не будували, обмежувались невеликими прибудовами для їх збільшення. Мистецтво і архітектура Візантійської імперії 14 століття практикують у складних умовах протистояння з загарбниками-турками і протистоянні з латинським світом : обидва набирають міці і кожний своїм шляхом наближають власний розквіт. Майстри Візантії в задоволенні від відвоювання Константинополя, однак продовжують працювати у давно вироблених формах і канонах, тобто світська і церковна влада вимагає від них наслідування старовинним взірцям. І майстри, раби у Бога і влади, намагаються якомога ближче працювати до старовинних зразків, що несе на собі кардинальну традиційність.
Будівництво маленького храму у Салоніках і припало на цей період. Маленька кам'яна церква первісно була висвячена як церква Діви Марії. ЇЇ побудову датують 1350 роком. Дещо пізніше церкву висвятили на Преображення Христа. Невелика за висотою, первісно була увінчана гранчастим куполом, критим простою черепицею. На початок 21 століття церква розташована на рівні, помітно нижчому за сучасні нашарування нового ґрунту, що робить храм малопомітним. Неподалік розташовані житлові будинки і церква Іпапанті.
В століття панування у Салоніках турків-османів маленьку церкву не перетворили на мечеть, що сприяло збереженню фрескового циклу середини 14 століття донині. Відомо, що 1936 року до центричного за розплануванням храму прибудували притвор, збережений до початку 21 ст.
Від первісного декору церкви збережені фрески, котрі датують періодом 1350-1370 років. Серед збережених сюжетів — Христос та янголи, Діва Марія, апостоли тощо.